# TV Jangadeiro
A TV Jangadeiro é uma estação de televisão comercial brasileira de Fortaleza, capital do estado do Ceará, transmitida no canal virtual 12.1. Pertencente ao Sistema Jangadeiro de Comunicação, cuja sede no bairro Dionísio Torres abriga redações, estúdio e equipamentos transmissores, é afiliada ao Sistema Brasileiro de Televisão (SBT).
A TV Jangadeiro foi inaugurada junto à sua coirmã Jangadeiro FM em 1990 pelos irmãos empresários Assis Machado e Jaime Machado Filho em conjunto com seu primo político Sérgio Machado. A estação foi responsável pela retomada da regionalização da produção televisiva local investindo intensivamente em sua programação, tendo chegando a disputar a liderança em audiência com atrações que seguiam linha popular, ao mesmo tempo em que serviu inicialmente para captar votos aos aliados de Tasso Jereissati, governador do Ceará entre 1987 e 1991, com quem a família Machado mantinha ligações políticas.
No início de suas atividades a TV Jangadeiro era afiliada à Rede Bandeirantes (Band), substituída pelo SBT em 1999. Retornou à Band em 2012 enquanto o SBT passou a ser retransmitido por sua recém-lançada coirmã NordesTV, e três anos depois ambas trocaram de rede, com o SBT seguindo na estação desde então. Nas faixas horárias destinadas à programação local a TV Jangadeiro exibe programas generalistas, com foco em jornalismo, cobertura esportiva e entretenimento.

## História
A TV Jangadeiro foi inaugurada em 13 de março de 1990 operando no canal 12 VHF de Fortaleza como afiliada à Rede Bandeirantes, que voltou a ser retransmitida na capital do Ceará três anos após a TV Cidade substituí-la pelo Sistema Brasileiro de Televisão. A estação foi ao ar junto à sua coirmã Jangadeiro FM.
A concessão da TV Jangadeiro foi outorgada pelo governo brasileiro à família do então deputado federal pelo Ceará Expedito Machado durante a chamada "farra das concessões" para políticos, ocorrida no mandato do presidente José Sarney, na segunda metade dos anos 1980. O lançamento das estações de televisão e rádio foi uma iniciativa dos irmãos empresários Assis Machado e Jaime Machado Filho em conjunto com seu primo político Sérgio Machado, filho de Expedito — os três eram também membros de seu quadro societário.
Sob a superintendência do jornalista Tancredo de Carvalho, que ocupou a função até sua morte, em 2002, a TV Jangadeiro, na contramão de suas concorrentes, retomou a regionalização da produção televisiva cearense investindo intensivamente em seus primeiros anos em uma programação local popular, sendo que um de seus primeiros programas, o noticiário policial Barra Pesada, chegou a liderar em audiência entre as classes pobres da população fortalezense, dando margem para a criação de diversas atrações que visavam este público-alvo e a consequente atenção do mercado local a este tipo de conteúdo. Ao longo da década de 1990 outros destaques da grade foram o humorístico Botando Boneco, que também chegou a disputar a liderança em audiência, e o programa de variedades Na Boca do Povo.
Os investimentos na grade local da TV Jangadeiro visavam também converter sua audiência em votos para aliados de Tasso Jereissati, governador do Ceará entre 1987 e 1991, em seu primeiro mandato, com quem a família Machado mantinha ligações políticas, o que causou a demissão de profissionais quando Assis Machado perdeu a eleição para prefeito de Fortaleza em 1992 para o adversário Antônio Cambraia, comprometendo a produção de suas atrações. Nas eleições estaduais de 1994 a estação chegou a ter seu sinal suspenso por determinação da Justiça Eleitoral, que alegou a exibição de propaganda irregular contra Cid Carvalho e Mauro Benevides, opositores de Sérgio Machado na disputa pelo Senado Federal.
Durante os anos 1990 a TV Jangadeiro foi a primeira estação de Fortaleza a operar com som estéreo e parque de equipamentos integralmente digital. Em 26 de dezembro de 1997 lançou o Rede Satélite, sistema com um canal via satélite exclusivo para o envio de seu sinal a antenas transmissoras de municípios cearenses, que substituiu o compartilhamento de estações repetidoras da Fundação de Teleducação do Ceará com a TV Ceará. Depois liderou a Rede Norte-Nordeste, integrada por onze estações de televisão dos estados do Norte e do Nordeste do Brasil, que produziam e exibiam projetos em parceria com a TV Jangadeiro, sendo o primeiro deles o Estação Turismo, com 33 programas voltados ao estímulo à capacitação profissional e gerencial na indústria de serviços e hotelaria.
Em 1.º de janeiro de 1999 a TV Jangadeiro afiliou-se ao SBT, que havia sido substituído em 1998 pela Rede Record na retransmissão nacional da TV Cidade. No início dos anos 2000, com novos investimentos na expansão de seu sinal via satélite, chegou a cobrir mais de 90% do território cearense.
Em maio de 2009 a TV Jangadeiro foi autorizada a iniciar sua transmissão em sinal digital na região metropolitana de Fortaleza através do canal 35 UHF, com sua programação no canal virtual 12.1.
No segundo semestre de 2011 foi anunciado que a estação voltaria a retransmitir a programação da Band. A mudança de afiliação chegou a ser programada para 1.º de outubro daquele ano, tendo sido adiada para novembro, 1.º de março de 2012 e, por fim, 2 de abril, data em que a troca ocorreu, enquanto o sinal do SBT passou a ser repetido no Ceará pela NordesTV, estação com outorga em Sobral criada pelo Sistema Jangadeiro no mesmo ano. Durante sua afiliação ao SBT, a NordesTV, mesmo tendo sinal com baixo alcance em sua repetidora em Fortaleza, chegou a alcançar a vice-liderança em audiência, ultrapassando inclusive a TV Jangadeiro. Em 1.º de agosto de 2015 a estações realizaram uma troca de afiliação, em que a TV Jangadeiro retornou ao SBT e a NordesTV tornou-se parceira da Band.
Em 27 de setembro de 2017, com base no decreto federal de transição do sinal de televisão analógico para o digital, a TV Jangadeiro, bem como as outras estações de Fortaleza, cessou suas transmissões pelo canal 12 VHF, seguindo o cronograma oficial da Anatel.

## Programas
De segunda a sexta-feira a TV Jangadeiro transmite produções locais em três faixas horárias que o SBT destina para as afiliadas. Em 2025 a programação diária é iniciada pela manhã com os religiosos Quem Como Deus?, produzido pelo Instituto Hesed, e Terço das Santas Chagas, com o padre Reginaldo Manzotti. No início da faixa vespertina vão ao ar o esportivo Futebolês, o noticiário policial Barra, originalmente transmitido como Barra Pesada entre 1990 e 2020 e retomado em 2024, e o programa de variedades Todo Mundo Ama (TMA). O Jornal Jangadeiro é veiculado na última faixa horária, no início da noite.
Aos sábados pela manhã a TV Jangadeiro exibe os programas Agro no Ponto, produzido pela JBD Consulting, em esquema de temporadas, e Vozes do Cooperativismo, um projeto multiplataforma fruto de uma parceria entre o Sistema Jangadeiro e o Sistema OBC/CE. Aos domingos pela manhã gera e transmite para uma rede estadual de estações de rádio e televisão os sorteios do Totolec e o Acontece na TV, programa sobre eventos sociais produzido através de uma parceria com a revista Acontece.
Cobertura esportiva
Em 2017 o SBT adquiriu os direitos de transmissão da Copa do Nordeste para que suas afiliadas na região, inclusive a TV Jangadeiro, realizassem a partir de 2018 a cobertura das partidas dos clubes de seus respectivos estados. A estação aproveitou a aquisição para criar em janeiro de 2018 o Futebolês, projeto esportivo que cobre o futebol cearense na televisão e na Jangadeiro BandNews FM. Em 2021 a TV Jangadeiro, em acordo com a Livemode, adquiriu os direitos de transmissão em televisão aberta do Campeonato Cearense de Futebol, que pertenciam ao Sistema Verdes Mares desde 2005, passando a exibir a competição já em andamento a partir da temporada de 2021. Após duas temporadas a TV Cidade deteve os direitos da competição em 2023.
Além das competições profissionais, a TV Jangadeiro transmitiu entre 2016 e 2024 as finais da Coparena Fortaleza da Juventude, torneio de futebol amador promovido em parceria com a Federação Cearense de Futebol e a Prefeitura de Fortaleza.